# Dawsonicyon
Dawsonicyon is een geslacht van uitgestorven roofdieren uit de familie Miacidae die tijdens het Eoceen in Noord-Amerika leefde.

## Fossiele vondsten
Het holotype en tevens enige bekende fossiel van Dawsonicyon is gevonden in Black's Fork Member van de Bridger-formatie in de Amerikaanse staat Wyoming. Het omvat een deel van de schedel, onderkaken, delen van de poten, de bekkengordel en wervels.

## Kenmerken
Uit de bouw van de elleboog- en heupgewrichten en de voorpoten blijkt dat Dawsonicyon net als veel verwanten een boomlevende carnivoor was.